# Pare-flamme
Le pare-flamme est une protection facultative qui permet de ne pas brûler la peinture, le papier peint, le tube PVC ou une autre substance lors d'une soudure au chalumeau.
Le pare-flamme est composé de deux couches : une couche de mousse ininflammable (autrefois de l'amiante) et une couche très fine d'aluminium. Même si le pare-flamme s'use rapidement (deux ou trois utilisations), il ne comporte aucun risque toxique.